# Slumstormer
Slumstormer (svenska: Slumstormare) är en benämning för de bostadsrörelseaktivister i Danmark, som ockuperade tomma och utdömda fastigheter under 1960-talet och början av 1970-talet. Slumstormer-rörelsen avtog efter att Folketinget antagit "Slumstormer-paragrafen" jf. Lov nr. 227 av 19. maj 1971, om en förändring av saneringslagen § 55, stk. 2., som legaliserade att medborgare tilläts ockupera och bebo fastigheter som skulle rivas tills de revs.. Exempel på Slumstormer-ockupationer är:  Sofiegården och Dronningensgade på Christianshavn, Anholtsgade i Aarhus, Folkets Hus på Stengade 50 i Nørrebro, och slutligen Bådsmandsstræde Kaserne som blev Christiania 1971.
Nästa våg av husockupationer från början av 1980-talet kallas besætterbevægelsen (svenska: ockupantrörelsen). De mest kända av BZ-rörelsens ockupationer i Köpenhamn är: Arbejdernes Fællesbageri (Rutana), Schiønning & Arvé och Allotria på Nørrebro, samt Musik Mekanisk Museum och Sorte Hest på Vesterbrogade.
Slumstormerne och BZ-rörelsen är identiska i handling: båda ockuperade tomma byggnader och tomter. Skillnaden ligger i de politiska yttranden och den ungdomskultur som omgav rörelserna.
1971 gjorde filmaren Christian Braad Thomsen dokumentärfilmen "Slumstormerne" om livet i slumkollektivet "Jægergården" vintern 1970–1971, där ett femtiotal ungdomar ockuperade en fastighet som stått tom i två år. Efter tre månaders ockupation kastades de ut genom ett polisingripande.